# John Docherty (Fußballspieler)
John Docherty (* unbekannt; † 24. Mai 1939 in Alexandria) war ein schottischer Fußballtorhüter und -trainer.

## Karriere
John Docherty wurde im Februar 1896 und November 1897 kurzzeitig von Celtic Glasgow als Leihspieler des FC Dumbarton unter Vertrag genommen. Sein Debütspiel bestritt er als Leihspieler als Ersatz für den verletzten Dan McArthur, als Celtic am 6. November 1897 den FC Dundee in einem Ligaspiel der Division One mit 2:1 besiegte. Im Mai 1898 unterschrieb Docherty nach einem weiteren Leihspiel einen festen Vertrag bei Celtic. Mit dem Verein gewann er in dieser Spielzeit auch die Schottische Meisterschaft. Docherty blieb die folgenden zwei Jahre Ersatztorhüter von McArthur, bevor er im Jahr 1900 zum FC Vale of Leven nach Alexandria wechselte. Insgesamt absolvierte der auf der Torhüterposition spielende Docherty 11 Ligaspiele für die „Bhoys“. Später war er noch für den FC Renton aktiv. Nach seinem Karriereende trainierte er Vale of Leven.
Docherty arbeitete etwa 40 Jahre lang in der Singer-Fabrik in Clydebank. Er starb 1939 in Alexandria.

## Erfolge
mit Celtic Glasgow:
- Schottischer Meister (1): 1898
- Schottischer Pokalsieger (2): 1899, 1900